# جيسايني
جيسايني (بالإنجليزية: Gisenyi)‏ وهي مدينة تقع غرب رواندا في محافظة روبافو وهي مدينة للحدود مع جمهورية الكونغو الديمقراطية وتقع بالقرب من غوما التي تقع في الكونغو، يبلغ عدد سكان المدينة أكثر من 106 ألف نسمة حسب إحصاء سنة 2009 وتطل على هذه المدينة بحيرة كيفو.

## أعلام
- هارونا نيونزيما
- سالومون نيريساريكي
- جوفينال هابياريمانا
- باستور بيزيمونغو
- تيونيست باجوسورا